# ترويض النمرة (فلم 1929)
ترويض النمرة هو فيلم كوميدي أمريكي صدر عام 1929 من إخراج سام تايلور وبطولة ماري بيكفورد وزوجها دوغلاس فيربانكس. كان أول فيلم صوتي مقتبس عن مسرحية شكسبير التي تحمل الاسم نفسه.

## فريق التمثيل
- ماري بيكفورد في دور كاثرينا
- دوغلاس فيربانكس في دور بيتروشيو
- إدوين ماكسويل في دور بابتيستا
- جوزيف كاوثورن في دور جريميو
- كلايد كوك في دور جروميو
- جيفري واردويل في دور هورتينسيو
- دوروثي جوردان في دور بيانكا

## روابط خارجية
- The Taming of the Shrew  في قاعدة بيانات الأفلام على الإنترنت (بالإنجليزية)
- The Taming of the Shrew في قاعدة بيانات تيرنر كلاسيك موفيز للأفلام.
- The Taming of the Shrew على موقع أول موفي.